# إرنست دهنر
إرنست دهنر (5 مارس 1889 - 13 سبتمبر 1970) جنرال في فيرماخت ألمانيا النازية خلال الحرب العالمية الثانية. حاصل على نيشان الفارس الصليبي الحديدي. في عام 1948، أدين بارتكاب جرائم حرب في محاكمة الرهائن وحُكم عليه بالسجن 7 سنوات، لكن أطلق سراحه في عام 1951.

## الجوائز والأوسمة
- نيشان الفارس الصليبي الحديدي في 18 أكتوبر 1941 بصفته قائدًا عامًا.[2]

### فهرس
- Fellgiebel, Walther-Peer (2000) [1986]. Die Träger des Ritterkreuzes des Eisernen Kreuzes 1939–1945 — Die Inhaber der höchsten Auszeichnung des Zweiten Weltkrieges aller Wehrmachtteile [The Bearers of the Knight's Cross of the Iron Cross 1939–1945 — The Owners of the Highest Award of the Second World War of all Wehrmacht Branches] (بالألمانية). Friedberg, Germany: Podzun-Pallas. ISBN:978-3-7909-0284-6.

| مناصب عسكرية    | مناصب عسكرية                | مناصب عسكرية    |
| --------------- | --------------------------- | --------------- |
| سبقه {{{سبقه}}} | {{{العنوان}}} {{{الأعوام}}} | تبعه {{{تبعه}}} |
| سبقه {{{سبقه}}} | {{{العنوان}}} {{{الأعوام}}} | تبعه {{{تبعه}}} |
| سبقه {{{سبقه}}} | {{{العنوان}}} {{{الأعوام}}} | تبعه {{{تبعه}}} |
| سبقه {{{سبقه}}} | {{{العنوان}}} {{{الأعوام}}} | تبعه {{{تبعه}}} |
| سبقه {{{سبقه}}} | {{{العنوان}}} {{{الأعوام}}} | تبعه {{{تبعه}}} |

قالب:Hostages Trial defendantsقالب:Hostages Trial defendants